# Younes Namli
Younes Namli (* 20. Juni 1994 in Kopenhagen) ist ein dänischer Fußballspieler mit marokkanischen Wurzeln. Er spielte seit seiner Jugend bei Akademisk Boldklub (AB Gladsaxe) und gehörte ab 2013 zur ersten Mannschaft. Ab 2015 spielte er in den Niederlanden, zunächst beim SC Heerenveen und ab 2017 bei PEC Zwolle. 2019 schloss sich Namli in Russland FK Krasnodar an, wurde aber ein halbes Jahr später in die USA an Colorado Rapids verliehen. Seit Januar 2022 steht er – abermals auf Leihbasis – erneut in den Niederlanden unter Vertrag, nun bei Sparta Rotterdam.

## Karriere

### Akademisk Boldklub/AB Gladsaxe
Younes Namli, der in Kopenhagen geboren und aufgewachsen ist, begann mit dem Fußballspielen bei Skovlunde IF in der Gemeinde Skovlunde nahe Kopenhagen; später wechselte er in das Nachwuchsleistungszentrum von Brøndby IF. Verletzungsbedingt ging er nach einem Jahr zurück zu Skovlunde IF und anschließend zu den Jugendmannschaften des Akademisk Boldklub. Am 20. Mai 2012 gab er sein Debüt im Seniorenbereich, als er beim 1:1 am 22. Spieltag der zweiten Liga im Auswärtsspiel bei Skive IK in der 66. Minute für Kristoffer Heeris eingewechselt wurde. In der Saison 2011/12 kam er zu zwei Einsätzen. Ab der Saison 2013/14 gehörte er zur ersten Mannschaft. Am 12. April 2014 erzielte Namli sein erstes Tor im Seniorenbereich; beim 2:1-Sieg am 22. Spieltag bei Hobro IK traf er mit einem Distanzschuss zur 1:0-Führung. In dieser Saison kam er zu 30 Einsätzen und zwei Toren; AB Gladsaxe, wie der Klub mittlerweile hieß, belegte zum Ende der Saison in der dänischen Zweitklassigkeit den zehnten Platz. In der Hinrunde der folgenden Saison spielte Namli in der zweiten Liga noch 17-mal und erzielte vier Tore. Zudem kam er zu einem Einsatz im dänischen Pokalwettbewerb.

### SC Heerenveen
Im Dezember 2014 absolvierte Namli ein Probetraining beim niederländischen Erstligisten SC Heerenveen und unterschrieb rund ein Jahr später einen bis 2017 laufenden Vertrag. Sein Debüt gab er in der zweiten Mannschaft beim 1:0-Sieg in der „Beloften Eredivisie“ gegen die Zweitvertretung von Willem II Tilburg. Am 24. Januar 2015 gab Namli sein Debüt in der Eredivisie; beim 4:1-Sieg am 19. Spieltag gegen Vitesse Arnheim wurde er in der 87. Minute für Luciano Slagveer eingewechselt. Für die Reservemannschaft spielte er in der Hinrunde der Saison 2014/15 in neun Partien, für die Profis in der Eredivisie elfmal. Außerdem kam er einmal im KNVB-Beker zum Einsatz. Als Tabellensiebter qualifizierte sich der SC Heerenveen für die Play-offs um die Teilnahme an der Qualifikation zur Europa League und verlor im Finale gegen Vitesse Arnheim. In der folgenden Saison kam Namli auch verletzungsbedingt zu lediglich drei Einsätzen. Am 22. Februar 2016 erzielte er im Auswärtsspiel gegen die Reservemannschaft von Heracles Almelo sein erstes Tor für die Reserve des SC Heerenveen in der Beloften Eredivisie. Für die Reservemannschaft kam Namli in der Saison 2015/16 zu vier Einsätzen in der Beloften Eredivisie und zu einem Einsatz in der „Beloften Entscheidungsrunde“. Sein Vertrag lief bis Ende der Saison 2016/17.

### PEC Zwolle
Zur Saison 2017/18 wechselte Namli zu PEC Zwolle und unterschrieb einen Dreijahresvertrag. Am 13. August 2017 gab er beim 4:2-Sieg am ersten Spieltag im Spiel gegen Roda JC Kerkrade sein Debüt und erzielte am 28. Oktober 2017 beim 2:0-Sieg gegen ADO Den Haag mit dem Tor zum Endstand sein erstes Tor für PEC Zwolle. In Zwolle erkämpfte sich Namli einen Stammplatz als rechter Außenstürmer und schoss in seiner ersten Saison im Verein fünf Tore. Dabei stand der gebürtige Kopenhagener in jedem seiner 32 Saisoneinsätze in der Startelf. Auch in der folgenden Saison behielt er seinen Stammplatz und wurde dabei dieses Mal nicht selten auch im Mittelfeld eingesetzt. In seinen beiden Jahren bei PEC Zwolle belegte Namli mit seinem Klub im Ligaalltag zum Saisonende die Plätze 9 und 13.

### FK Krasnodar und Leihen zu den Colorado Rapids sowie zu Sparta Rotterdam
Im Sommer 2019 wechselte Namli nach Russland zu FK Krasnodar. Zunächst war er Stammspieler, ehe er seinen Platz in der Startelf verlor. Namli kam in seinem ersten halben Jahr zu zehn Ligaeinsätzen und stand dabei sechsmal in der Startelf. Nach einem halben Jahr folgte eine Leihe in die USA zum MLS-Franchise Colorado Rapids. Bis Ende 2021 kam Namli in 30 Pflichtspielen zum Einsatz und schoss drei Tore. Im Januar 2022 folgte die Rückkehr nach Europa, als FK Krasnodar ihn wieder in die Niederlande verlieh und er sich Sparta Rotterdam anschloss. Sein Leihvertrag läuft bis zum Ende der Saison 2021/22.

### Nationalmannschaft
Am 27. März 2015 absolvierte Namli bei der 0:2-Niederlage im Testspiel in Istanbul gegen die Türkei sein einziges Spiel für die dänische U-21-Nationalmannschaft.